# Movimento de Oxford

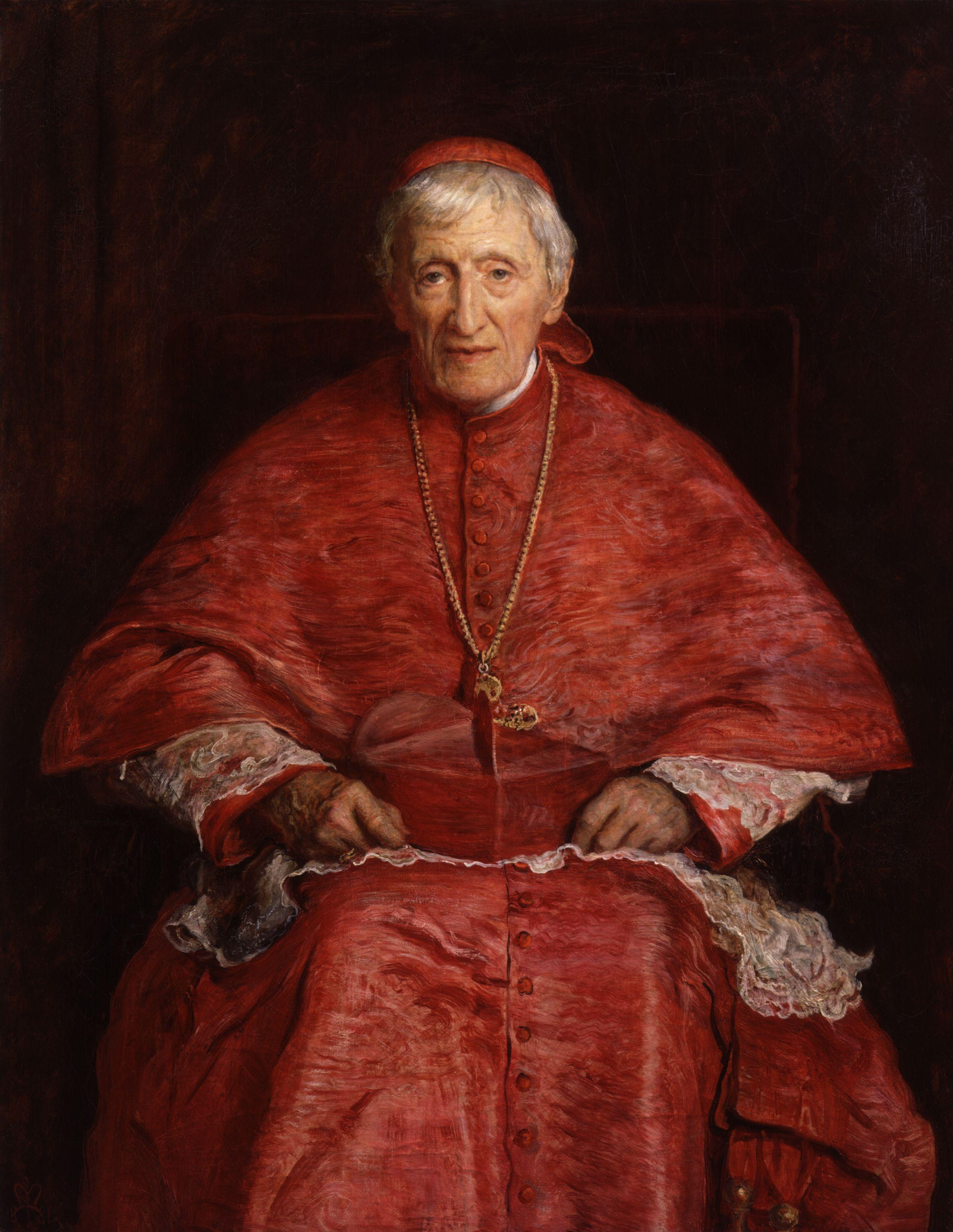
John Henry Newman.

O movimento de Oxford foi um movimento religioso de anglicanos da Alta Igreja, a maior parte deles membros da Universidade de Oxford, na primeira metade do século XIX. O principal ponto defendido pelo movimento era demonstrar que a Igreja Anglicana era uma descendente direta da Igreja estabelecida pelos apóstolos. Dois grandes líderes do movimento eram Edward Bouverie Pusey e John Henry Newman.
O movimento de Oxford influenciou os assim chamados anglo-católicos na sua compreensão do anglicanismo. os apoiadores deste movimento foram chamados de ''tractarianos'' ou ''tratadistas'', nome que se deriva do ''Tracts for the Times'' tratados escritos entre 1833 e 1841 por um grupo de clérigos de Oxford.

## Origem e períodos iniciais
No início do século XIX, diferentes grupos disputavam poder e influência dentro da Igreja da Inglaterra. Muitos, particularmente em altos cargos, se viam como latitudinários. Por outro lado, muitos clérigos nas paróquias eram evangelicais, como resultado do avivamento liderado por John Wesley. Ao lado disso, algumas universidades tornaram-se o terreno fértil para um movimento para restaurar os costumes litúrgicos e devocionais que se baseavam fortemente nas tradições anteriores à Reforma Inglesa, bem como nas tradições católicas romanas contemporâneas. 
O impulso imediato para o movimento Tractariano foi um ataque percebido pela administração Whig (partido político britânico) reformadora sobre a estrutura e as receitas da Igreja da Irlanda (a igreja estabelecida na Irlanda), com o Projeto de Lei de Temporalidades da Igreja Irlandesa (1833). Esse projeto de lei não apenas legislava mudanças administrativas na hierarquia da igreja (por exemplo, com a redução de bispados e arcebispados), mas também fazia mudanças no arrendamento de terras da igreja, que alguns (incluindo vários membros do partido Whigs) temiam resultar em uma apropriação secular da propriedade eclesiástica. John Keble criticou essas propostas como " Apostasia Nacional" em seu Sermão Assize Oxford em 1833. O Caso Gorham em que tribunais seculares anularam um tribunal eclesiástico sobre a questão de um padre com visões heréticas, também foi profundamente perturbador.
Os Tractarianos postularam a Teoria do Ramo, que afirma que o Anglicanismo junto com a Ortodoxia Oriental e o Catolicismo Romano formam três "ramos" da histórica Igreja Católica pré-cisma. Os Tractarianos defendiam a inclusão de aspectos tradicionais da liturgia da prática religiosa medieval, pois acreditavam que a igreja havia se tornado muito "simples". No trato final, " Tract 90 ", Newman argumentou que as doutrinas da Igreja Católica Romana, conforme definidas pelo Concílio de Trento, eram compatíveis com os Trinta e Nove Artigos da Igreja da Inglaterra do século XVI. A eventual recepção de Newman na Igreja Católica Romana em 1845, seguida por Henry Edward Manningem 1851, teve um efeito profundo sobre o movimento.

## Críticas
A reação do grupo evangelical não foi das melhores. A ala evangelical detinha o poder e o controle da Igreja à época, e viriam a brigar no plano político, exigindo ações do governo para silenciar os tractarianos. Os tratadistas passaram a ser denominados por "papistas" e  "romanistas". Foi nesse contexto, que John Henry Newman escreveu o mais polêmico dos panfletos - o Tract 90, que buscava mostrar ser possível consolidar os 39 artigos reformados com a doutrina católica (universal), salientando a diferença que há entre a doutrina romana ( papista) e a doutrina católica (isto é, universal). Newman se convenceu de que a Teoria do Ramo era inadequada. As preocupações de que o Tractarianismo fosse um movimento católico romano disfarçado não eram infundadas; Newman acreditava que as igrejas romana e anglicana eram totalmente compatíveis. Ele foi recebido na Igreja Católica Romana em 1845 e foi ordenado sacerdote dessa igreja no mesmo ano. Mais tarde, tornou-se cardeal (mas não bispo).  Sua conversão (e de alguns outros) a Roma marcou o fim da primeira fase do movimento de Oxford.
Escrevendo sobre o fim do Tractarianismo como movimento, Newman declarou:
''Com efeito, vi claramente que meu lugar no Movimento estava perdido; a confiança do público estava no fim; minha ocupação se foi. Era simplesmente impossível que eu pudesse dizer qualquer coisa de agora em diante com bons resultados, quando fui colocado pelo marechal na escotilha amanteigada de cada faculdade de minha universidade, à maneira dos confeiteiros desagradáveis, e quando em cada parte do país e todas as classes da sociedade, através de todos os órgãos e oportunidades de opinião, nos jornais, nos periódicos, nas reuniões, nos púlpitos, nas mesas de jantar, nos cafés, nos vagões de trem, fui denunciado como traidor que havia colocado seu trem e foi detectado no próprio ato de dispará-lo contra o estabelecido pelo tempo''.

## Legado e contribuição
O Movimento de Oxford foi criticado por ser uma mera tendência " romanizante ", mas começou a influenciar a teoria e a prática do anglicanismo de forma mais ampla. Paradoxalmente, o Movimento de Oxford também foi criticado por ser secreto e conivente.
O Movimento de Oxford resultou no estabelecimento de ordens religiosas anglicanas, tanto de homens quanto de mulheres. Ele incorporou idéias e práticas relacionadas à prática da liturgia e cerimônia para incorporar um simbolismo emocional mais poderoso na igreja. Seus efeitos foram tão difundidos que a Eucaristia gradualmente se tornou mais central para o culto, as vestimentas tornaram-se comuns e algumas práticas católicas romanas foram reintroduzidas no culto. Isso gerou polêmicas dentro das igrejas que resultaram em processos judiciais, como na disputa sobre ritualismo.
O anglo-catolicismo – como ficou conhecido esse complexo de ideias, estilos e organizações – teve uma influência significativa no anglicanismo global.